# ألباتانا
بلدية ألباتانا (بالإسبانية: Albatana) هي بلدية تقع في مقاطعة البسيط التابعة لمنطقة كاستيا لا مانتشا وسط إسبانيا.

## الديموغرافيا
بلغ عدد سكان بلدية ألباتانا 794 نسمة عام 2011 (وفقاً للمعهد الوطني الإسباني للإحصاء).
| 907 | 870 | 859 | 856 | 833 | 810 | 794 |